# Orpheum Theatre (Los Angeles)
Pour les articles homonymes, voir Orpheum.
Le Orpheum Theatre est une salle de cinéma située au 842 S. Broadway dans le centre-ville de Los Angeles qui a ouvert ses portes le 15 février 1926. C'est la quatrième et dernière salle de Los Angeles ouverte par le circuit de vaudeville Orpheum.

## Histoire
Les théâtres Orpheum portent le nom de la figure de la mythologie grecque Orphée.

### Précédentes salles Orpheum à Los Angeles
Le premier site du circuit de vaudeville Orpheum était le Grand Opera House, également connu sous le nom de Grand Theatre situé au 110 S. Main Street, construit en 1884 et fermé en 1937.
Le deuxième lieu Orpheum était l'Orpheum Theatre (anciennement connu sous le nom de Los Angeles Theatre et plus tard connu sous le nom de Lyceum Theatre, au 227 S. Spring Street (ouvert en 1888, fermé en 1941).
Le troisième lieu était le Orpheum Theatre maintenant connu sous le nom de Palace Theatre, 630 S. Broadway (construit en 1911, toujours présent).

### L'Orpheum sur Broadway

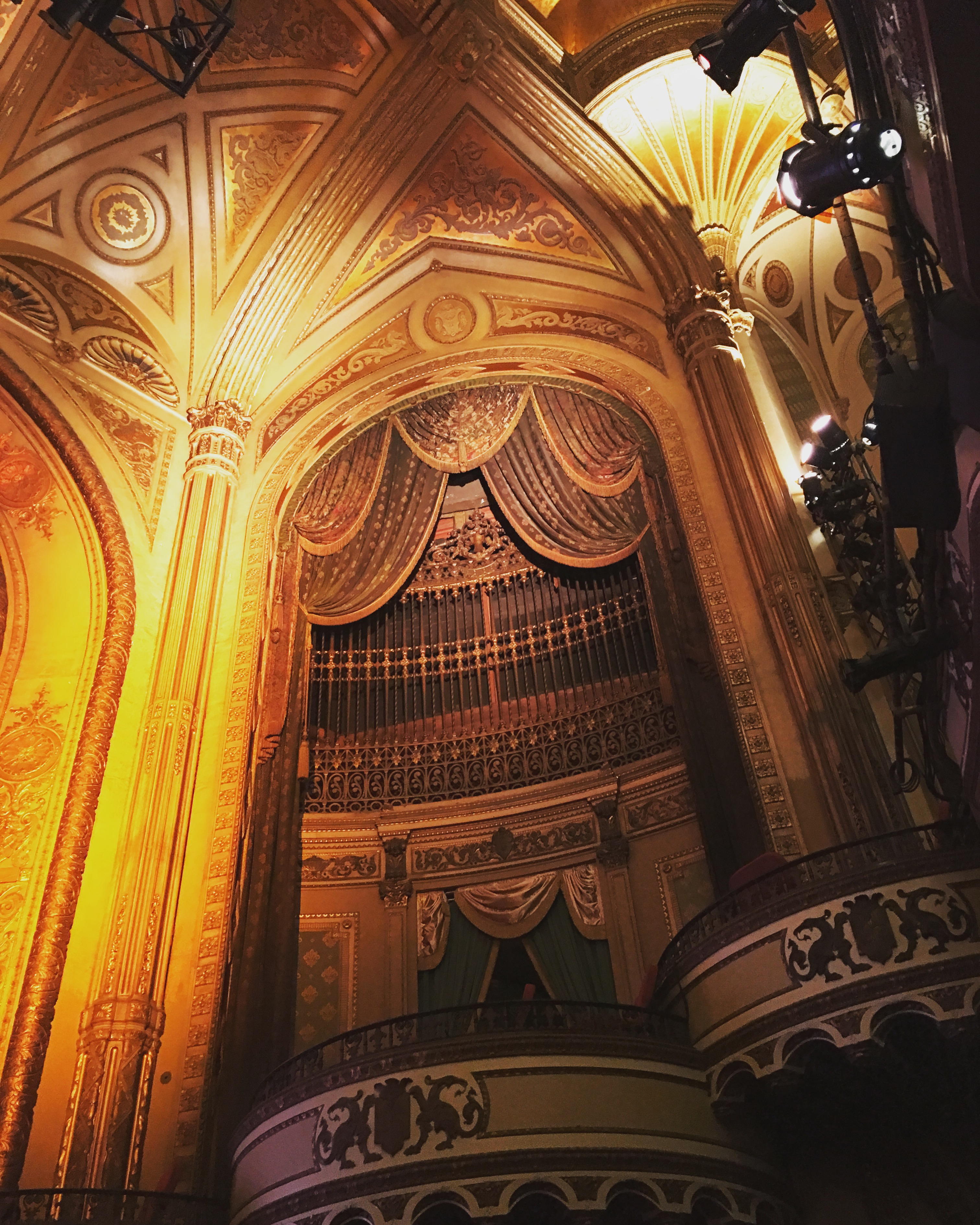
Intérieur de la salle

Le quatrième Orpheum ouvre ses portes le 15 février 1926  au 842 S. Broadway dans le centre-ville de Los Angeles. Il possède une façade Beaux-Arts conçue par l'architecte de cinéma G. Albert Lansburgh et possède un orgue Mighty Wurlitzer, installé en 1928, qui est l'un des trois orgues à tuyaux restants dans le sud de la Californie.
Après une rénovation de 3 millions de dollars, commencée en 1989, c'est le plus restauré des palais de cinéma historiques de la ville. Trois théâtres précédents portaient également le nom d'Orpheum avant que celui du 842 Broadway ne soit le dernier avec ce surnom.

### Salle de spectacle et concerts

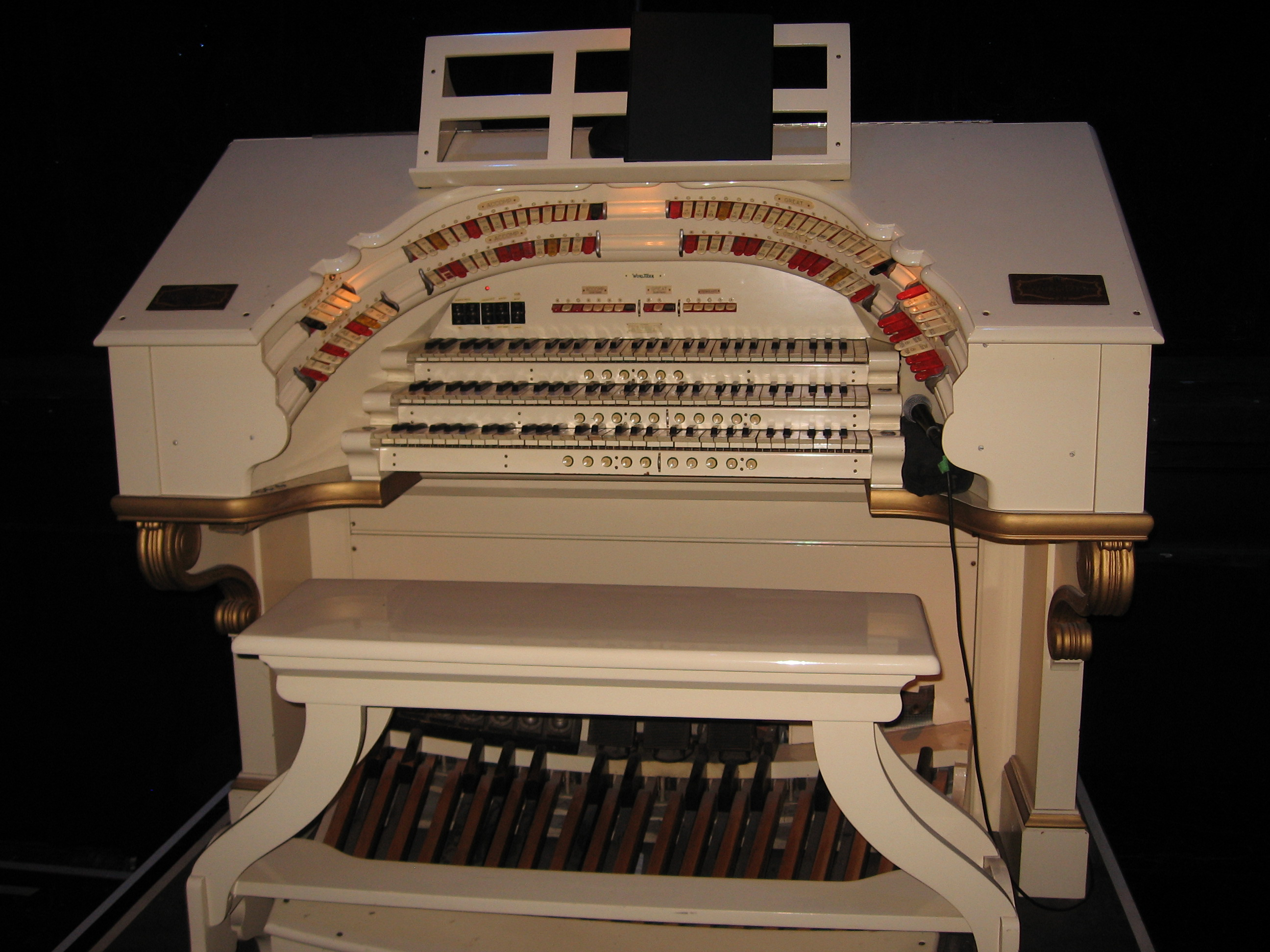
Console d'orgue de théâtre Wurlitzer

Peu de temps après son ouverture, la salle devient un lieu populaire pour la reine du burlesque Sally Rand, les Marx Brothers, Will Rogers, Judy Garland (que chante avec sa famille sous le nom de Frances "Baby" Gumm) et le comédien Jack Benny, ainsi que les grands du jazz Lena Horne, Ella Fitzgerald et Duke Ellington. Les spectacles de vaudeville se produisent à l'Orpheum jusqu'en 1950.
Dans les années 1960, la salle organise des concerts de rock'n'roll mettant en vedette Little Richard, Aretha Franklin et Little Stevie Wonder. Le théâtre Orpheum restauré est désormais un lieu de concerts en direct, de premières de films et de tournages. Le groupe de love metal HIM y joue pour leur album live CD/DVD Digital Versatile Doom. Les Streamy Awards 2010 ont été diffusés en direct depuis la salle.

## Décor de cinéma et télévision

### Télévision
- Julie et les fantômes
- L'Amérique a du talent
- L'apprenti (finale de la saison 5)
- Drag Race de RuPaul (saison 7, 8 et 11 finales)
- Hollywood (mini-série)
- Pretty Little Liars (saison 4 finale et saison 5 épisode 1)
- Angel (série télévisée 1999) (saison 3 épisode 13)
- Glee (saison 5 épisode 11)

### Film
- Last Action Hero (1993)
- Why Do Fools Fall in Love  (1998)
- A Mighty Wind (2003)
- Transformers (2007)
- Alvin et les Chipmunks (2007)
- In Search of a Midnight Kiss (2007)
- Hop (2011)
- La Forme de l'eau (2017)
- Annette (2021)

### Vidéos musicales
- Akon - " Solitaire "
- Avril Lavigne - " Je suis avec toi "
- Les Backstreet Boys - " La forme de mon cœur "
- Kelly Rowland - " Personne ne peut "
- Guns N' Roses - " Pluie de novembre " [6]
- Brandi Carlile - " L'histoire "
- Michael Jackson - " Thriller "
- Taylor Swift - " Méchant "

## Voir également
- Quartier des théâtres de Broadway (Los Angeles)
- Théâtre à un million de dollars
- Théâtre de Los Angeles
- Théâtre de la Tour (Los Angeles)